# Gabriel Signoret
Pour les articles homonymes, voir Signoret.
Gabriel Augustin Marius Signoret, dit Gabriel Signoret ou Signoret, est un acteur et metteur en scène français, né à Marseille (Bouches-du-Rhône) le 15 novembre 1878 et mort à Neuilly-sur-Seine le 16 mars 1937.

## Biographie
Gabriel Signoret participe à 85 films français, principalement des courts métrages muets au début de sa carrière entre 1909 et 1938. Son dernier film sort l'année suivant sa mort.
Il a également une très riche carrière au théâtre en tant que comédien et metteur en scène.
Il est le frère de Jean Signoret (1886-1923), également acteur. Il n'a aucun lien de parenté avec l'actrice Simone Signoret, qui a déclaré avoir choisi comme nom de scène celui de sa mère parce qu'il avait déjà une certaine notoriété grâce à Gabriel Signoret.

## Filmographie complète
- 1909 : Rival de son père d'André Calmettes
- 1910 : L'Aigle et l'aiglon d'André Calmettes (court métrage)
- 1910 : L'Histoire de Jean Morand de Gabriel Robinne (court métrage)
- 1911 : L'Usurpateur d'André Calmettes et Henri Pouctal (court métrage)
- 1911 : La Pipe d'opium de René Leprince (court métrage)
- 1911 : L'Innocent de Léonce Perret
- 1912 : La Saltarella de Charles Burguet
- 1912 : Britannicus de Camille de Morlhon (court métrage)
- 1912 : L'Amour plus fort que la haine de René Leprince (court métrage)
- 1912 : La Revanche du passé de René Leprince (court métrage)
- 1912 : L'Ambitieuse de Camille de Morlhon (court métrage)
- 1912 : Les larmes du pardon de René Leprince (court métrage)
- 1912 : La Saltarella de Charles Burguet
- 1913 : Le Roi du bagne de René Leprince et Maurice Mahut (court métrage)
- 1913 : La Calomnie de Camille de Morlhon (court métrage)
- 1913 : Le Roi de l'air de René Leprince et Ferdinand Zecca (court métrage)
- 1913 : Le Faux Départ (court métrage, réalisateur non connu)
- 1913 : La Comtesse noire de René Leprince et Ferdinand Zecca (court métrage)
- 1913 : La Leçon du gouffre de René Leprince et Ferdinand Zecca (court métrage)
- 1913 : Le Baiser suprême d'Edmond Floury (court métrage)
- 1913 : Asile de nuit (court métrage, réalisateur non connu)
- 1913 : L'Usurier de Camille de Morlhon (court métrage)
- 1914 : La Lutte pour la vie de René Leprince et Ferdinand Zecca
- 1914 : L'Étoile du génie de René Leprince et Ferdinand Zecca
- 1914 : Le Calvaire d'une reine de René Leprince et Ferdinand Zecca
- 1914 : Les Fiancées de 1914 de Louis Feuillade
- 1914 : Celui qui reste de Louis Feuillade (court métrage)
- 1915 : Le Roman de la midinette de Louis Feuillade
- 1915 : Cœur de Française de René Leprince
- 1915 : La Barrière de Gaston Ravel
- 1915 : Le Vieux Cabotin de René Leprince et Ferdinand Zecca (court métrage) - rôle : Talby
- 1915 : Plus que reine de René Leprince
- 1915 : Le Noël d'un vagabond de René Leprince et Ferdinand Zecca (court métrage) - rôle : Bonace, le vagabond
- 1915 : Le Noël du poilu de Louis Feuillade
- 1916 : Noël cambrioleur de Jacques de Baroncelli (court métrage)
- 1916 : Manuella de René Hervil et Louis Mercanton (court métrage)
- 1916 : Le Secret de Geneviève de Camille de Morlhon (court métrage)
- 1916 : Le Tournant de Louis Mercanton
- 1917 : Le Roi de la mer de Jacques de Baroncelli
- 1917 : Mères françaises de René Hervil et Louis Mercanton
- 1917 : L'Orage ou La Bourrasque de Camille de Morlhon
- 1917 : Le Torrent de René Hervil et Louis Mercanton
- 1917 : L'Orage de Camille de Morlhon
- 1917 : Miséricorde ou Madeleine de Camille de Morlhon
- 1917: Une soirée mondaine / Ils y viennent tous au cinéma de Henri Diamant-Berger
- 1918 : Le Délai de Jacques de Baroncelli : Victor Nozet
- 1918 : Bouclette ou L'Ange de minuit de René Hervil et Louis Mercanton
- 1918 : La Flamme de Gaston Leprieur
- 1919 : Les Larmes du pardon de René Leprince et Ferdinand Zecca
- 1919 : L'Homme bleu de Jean Manoussi
- 1919 : Fanny Lear de Robert Boudrioz et Jean Manoussi
- 1919 : La Cigarette de Germaine Dulac
- 1919 : Le Calvaire d'une reine de René Leprince et Ferdinand Zecca
- 1920 : Le Silence de Louis Delluc
- 1920 : Le Secret du Lone Star de Jacques de Baroncelli
- 1920 : La Rafale de Jacques de Baroncelli
- 1920 : Flipotte de Jacques de Baroncelli
- 1921 : Le Rêve de Jacques de Baroncelli
- 1921 : Prométhée... banquier de Marcel L'Herbier
- 1921 : Le Père Goriot de Jacques de Baroncelli d'après le roman d'Honoré de Balzac : rôle de Vautrin
- 1922 : Roger la Honte de Jacques de Baroncelli
- 1923 : Le Secret de Polichinelle de René Hervil
- 1923 : La Porteuse de pain de René Le Somptier
- 1924 : L'Ornière ou Micheline Horn ou Sur le chemin du vrai d'Édouard Chimot
- 1924 : Jocaste de Gaston Ravel
- 1924 : L'Enfant des halles de René Leprince
- 1924 : Les Deux Gosses de Louis Mercanton
- 1925 : La Damnation de Faust de Victor Charpentier et Stéphane Passet
- 1926 : Le Berceau de Dieu de Fred LeRoy Granville
- 1929 : Asile de nuit de Robert Beaudoin et Maurice Champreux
- 1933 : Trois pour cent de Jean Dréville
- 1935 : Le Billet de mille de Marc Didier
- 1935 : Veille d'armes de Marcel L'Herbier
- 1935 : Bourrachon de René Guissart
- 1936 : Ménilmontant de René Guissart
- 1936 : Faisons un rêve de Sacha Guitry
- 1936 : La Flamme d'André Berthomieu
- 1936 : Les Hommes nouveaux de Marcel L'Herbier
- 1936 : Le Grand Refrain de Robert Siodmak
- 1936 : Messieurs les-ronds-de-cuir d'Yves Mirande
- 1936 : 27, rue de la Paix de Richard Pottier
- 1937 : Arsène Lupin détective de Henri Diamant-Berger : l'inspecteur Béchoux
- 1937 : La Danseuse rouge de Jean-Paul Paulin - scènes coupées au montage -
- 1937 : Nuits de feu de Marcel L'Herbier
- 1937 : Le Coupable de Raymond Bernard

## Théâtre

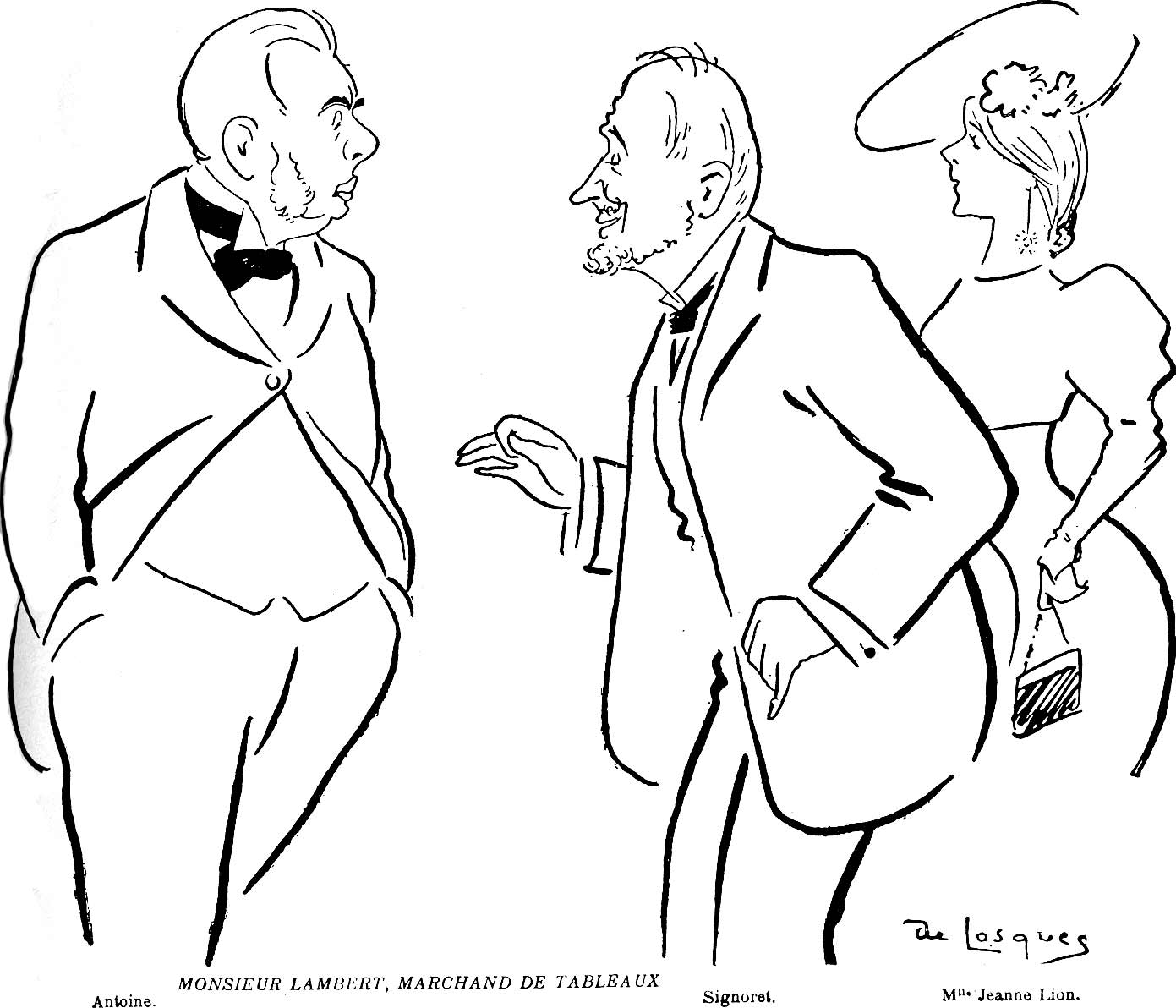
De gauche à droite :
André Antoine, Gabriel Signoret et Jeanne Lion
Caricature de Daniel de Losques (Le Rire, 1905).

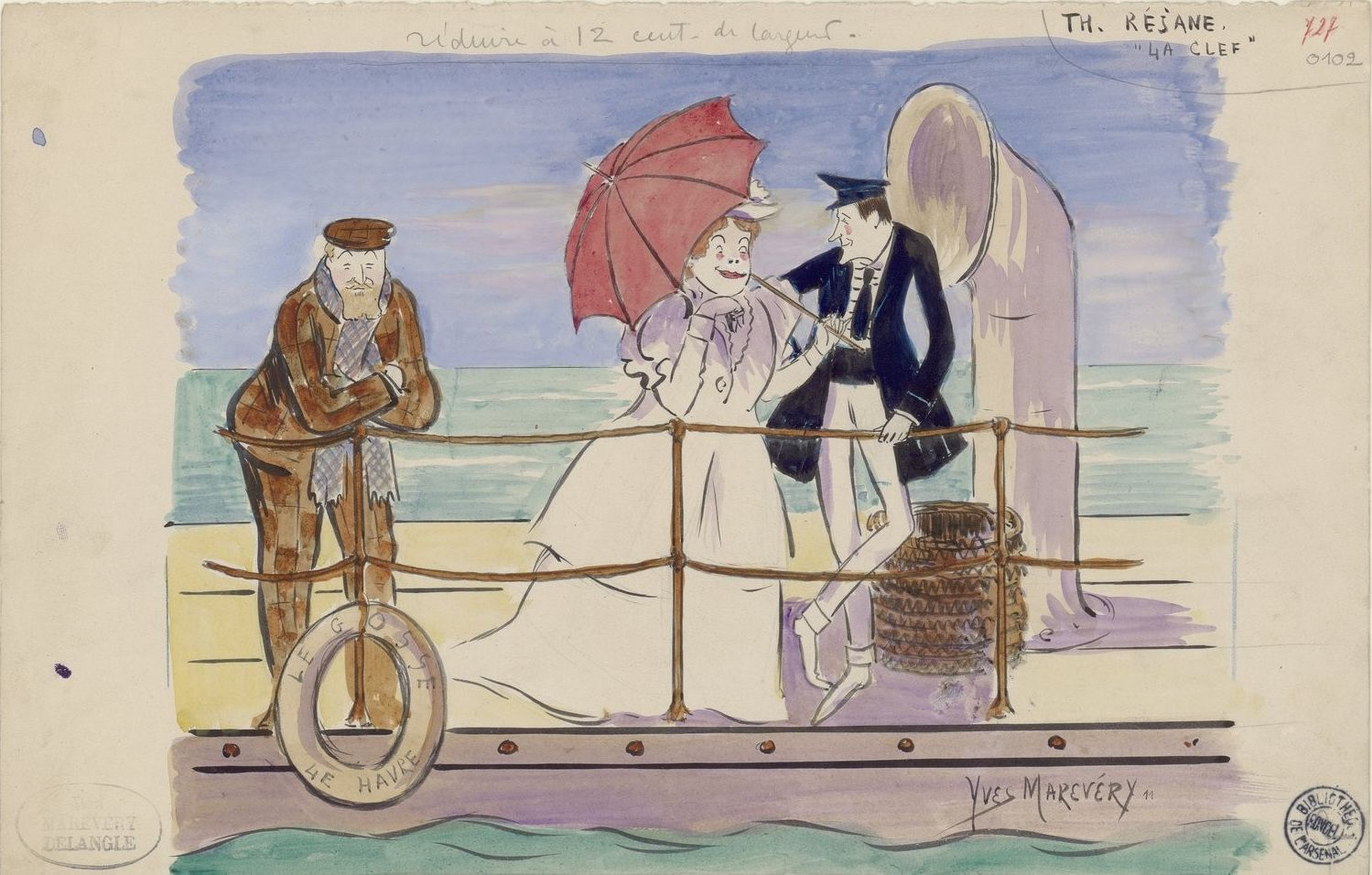
Abel Tarride, Gabrielle Réjane et Gabriel Signoret dans La clef de Sacha Guitry, dessin de Yves Marevéry.

### Comédien
- 1900 : La Mort du Duc d'Enghien de Léon Hennique, mise en scène André Antoine, Théâtre Antoine
- 1900 : L'Article 330 de Georges Courteline, mise en scène André Antoine, Théâtre Antoine
- 1901 : Les Remplaçantes d'Eugène Brieux, mise en scène André Antoine, Théâtre Antoine
- 1902 : La Terre de Raoul de Saint-Arroman et Charles Hugot d'après Émile Zola, mise en scène André Antoine, Théâtre Antoine
- 1902 : La Fille sauvage de François de Curel, mise en scène André Antoine, Théâtre Antoine
- 1902 : L'Enquête de Georges Henri Roger, mise en scène André Antoine, Théâtre Antoine
- 1902 : La Bonne Espérance d'après Herman Heijermans, mise en scène André Antoine, Théâtre Antoine
- 1903 : Le Colonel Chabert de Louis Forest d'après Honoré de Balzac, mise en scène André Antoine, Théâtre Antoine
- 1903 : À Sainte-Hélène de Séverine, Théâtre Antoine
- 1903 : Attaque nocturne d'André de Lorde et Alfred Masson-Forestier, mise en scène André Antoine, Théâtre Antoine
- 1903 : Monsieur Vernet de Jules Renard, mise en scène André Antoine, Théâtre Antoine
- 1903 : La Guerre au village de Gabriel Trarieux, mise en scène André Antoine, Théâtre Antoine
- 1903 : La Paix chez soi de Georges Courteline, mise en scène André Antoine, Théâtre Antoine
- 1904 : Oiseaux de passage de Lucien Descaves et Maurice Donnay, Théâtre Antoine
- 1904 : Discipline de Friedrich Franz von Conring, mise en scène André Antoine, Théâtre Antoine
- 1904 : Le Roi Lear de William Shakespeare, mise en scène André Antoine, Théâtre Antoine
- 1905 : Le Meilleur Parti de Maurice Maindron, mise en scène André Antoine, Théâtre Antoine
- 1905 : Monsieur Lambert, marchand de tableaux de Max Maurey, mise en scène André Antoine, Théâtre Antoine
- 1905 : Vers l'amour de Léon Gandillot, mise en scène André Antoine, Théâtre Antoine
- 1906 : Le Coup d'aile de François de Curel, mise en scène André Antoine, Théâtre Antoine
- 1906 : Vieille Renommée d'Alfred Athis, mise en scène André Antoine, Théâtre Antoine
- 1907 : La Course du flambeau de Paul Hervieu, Théâtre Réjane
- 1907 : Paris-New York de Francis de Croisset et Emmanuel Arène, Théâtre Réjane
- 1907 : Raffles de Ernest William Hornung et Eugene Wiley Presbrey, Théâtre Réjane
- 1907 : Après le pardon de Matilde Serao et Pierre Decourcelle, Théâtre Réjane
- 1907 : La Clef de Sacha Guitry, Théâtre Réjane
- 1908 : L'Impératrice de Catulle Mendès, Théâtre Réjane
- 1908 : Qui perd gagne de Pierre Veber d'après Alfred Capus, Théâtre Réjane
- 1908 : Israël d'Henry Bernstein, Théâtre Réjane
- 1909 : Trains de luxe d'Abel Hermant, Théâtre Réjane
- 1909 : La Course du flambeau de Paul Hervieu, Théâtre Réjane
- 1909 : Madame Margot d'Émile Moreau et Charles Clairville, Théâtre Réjane
- 1911 : Mais n'te promène donc pas toute nue ! de Georges Feydeau, Théâtre Femina
- 1912 : Le Détour d'Henri Bernstein, Théâtre du Gymnase
- 1912 : L'Assaut d'Henri Bernstein, Théâtre du Gymnase, Théâtre de l'Odéon
- 1912 : La Femme seule d'Eugène Brieux, Théâtre du Gymnase
- 1913 : Les Éclaireuses de Maurice Donnay, Comédie Marigny
- 1913 : Eh ! Eh ! revue en 2 actes de Rip et Jacques Bousquet, Théâtre Femina
- 1913 : Les Travaux d'Hercule, Opéra-bouffe en 3 actes de Gaston Arman de Caillavet et Robert de Flers, musique Claude Terrasse, Théâtre Femina
- 1914 : Madame d'Abel Hermant et Alfred Savoir, Théâtre de la Porte-Saint-Martin
- 1916 : All Right revue de Rip, Théâtre Édouard VII
- 1917 : Le Sexe fort de Tristan Bernard, Théâtre du Gymnase
- 1918 : L'École des cocottes de Paul Armont et Marcel Gerbidon, Théâtre du Grand-Guignol
- 1922 : Locus solus d'après Raymond Roussel, mise en scène Pierre Frondaie, Théâtre Antoine
- 1923 : Le Masque de fer de Maurice Rostand, Théâtre Mogador
- 1924 : La Fleur d'oranger d'André Birabeau et Georges Dolley, Comédie Caumartin
- 1924 : Chifforton d'André Birabeau, Théâtre des Nouveautés
- 1924 : Manon de Fernand Nozière, Théâtre de la Gaîté
- 1925 : Un homme léger de Maurice Donnay, mise en scène Camille Choisy, Théâtre de l'Étoile
- 1926 : Un perdreau de l'année de Tristan Bernard, Théâtre Michel
- 1927 : Le Singe qui parle de René Fauchois, mise en scène René Rocher, Comédie Caumartin
- 1927 : Le Sexe fort de Tristan Bernard, Théâtre Michel
- 1929 : L'Escalier de service de Georges Oltramare, Théâtre Michel
- 1929 : Je t'attendais de Jacques Natanson, Théâtre Michel
- 1932 : Le Sexe fort de Tristan Bernard, Théâtre des Nouveautés
- 1933 : Trois pour 100 de Roger-Ferdinand, mise en scène Gabriel Signoret, Théâtre Antoine
- 1935 : Rouge ! d'Henri Duvernois, Théâtre Saint-Georges
- 19?? : Le Voile du bonheur de Georges Clemenceau, Théâtre de la Porte-Saint-Martin

### Metteur en scène
- 1925 : Les Marchands de gloire de Marcel Pagnol et Paul Nivoix, Théâtre de la Madeleine
- 1933 : Trois pour 100 de Roger Ferdinand, Théâtre Antoine

## Distinctions
- Chevalier de la Légion d'honneur[1].